# Grevenbrück
Grevenbrück is met ruim 3.600 inwoners de op één na grootste plaats in de gemeente Lennestadt, in het Sauerland, in de Duitse deelstaat Noordrijn-Westfalen. Het dorp ligt op circa 254 meter boven zeeniveau. 

## Geschiedenis

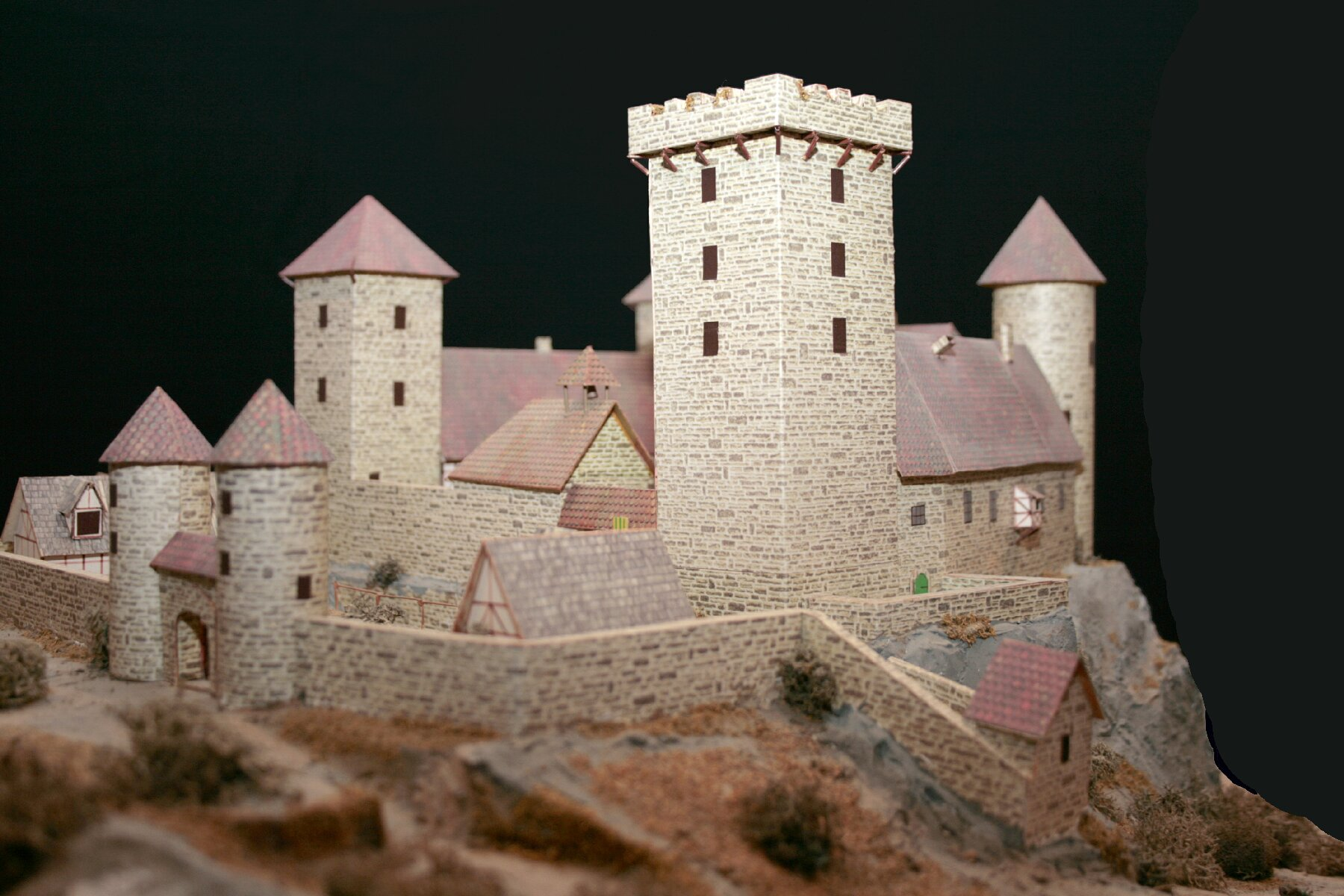
Maquette van Kasteel Peperburg

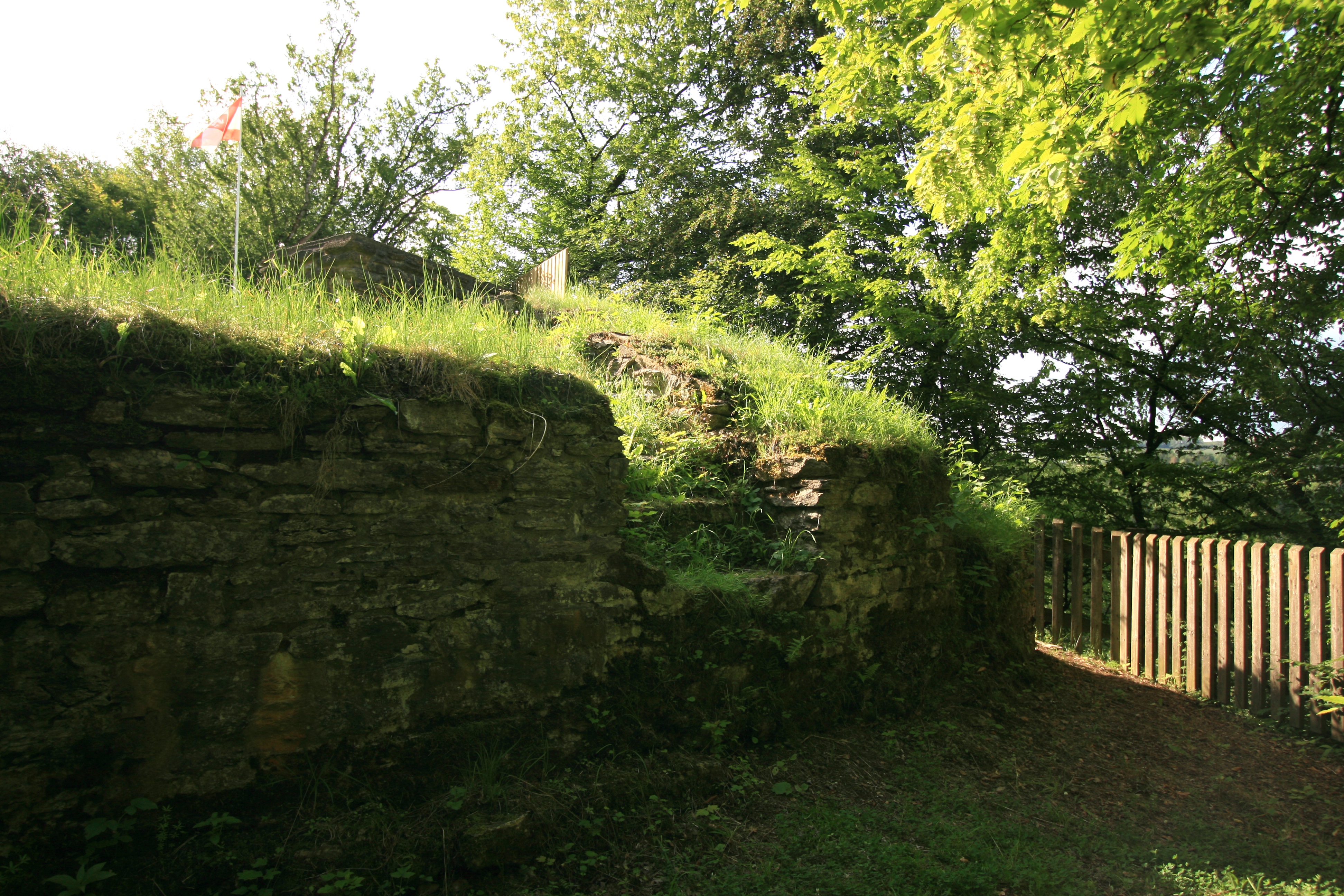
Ruïne Peperburg

In de laatste decennia van de 12e eeuw werd op de Breiter Hagen geheten heuvel, direct ten westen van het huidige dorp en direct ten zuiden van de huidige spoorlijn, een kasteel Peperburg gebouwd. Hier vestigden zich de graven Von Gevore, die echter reeds enkele decennia later naar Burg Bilstein verhuisden. Daarna was het kasteel enige tijd in bezit van een geslacht Von Hundem genannt Pepersack. Deze heren kregen een conflict met Engelbert III van der Mark, die het kasteel in 1355 liet verwoesten. De familie Von Hundem genannt Pepersack behield het gebied, dat uiteindelijk alleen nog boerderijen omvatte, maar verarmde steeds meer en verdween in de 15e of 16e eeuw uit de geschiedenis. Van het kasteel bleef nog een ruïne, die door archeologen van de 20e en 21e eeuw goed onderzocht is.
In 1861 verkreeg Grevenbrück een spoorwegaansluiting, hetgeen de economie van de plaats een impuls verleende. Totdat aan het eind van de 19e eeuw de grote bedrijven weer wegtrokken, naar het Ruhrgebied, begon een korte periode van industrialisering.
Op 1 juli 1969 vond een gemeentelijke herindeling plaats, waardoor Grevenbrück deel van de op die datum ontstane gemeente Lennestadt deel ging uitmaken. 

## Ligging, infrastructuur
Het plaatsje Grevenbrück ligt in het noordwesten van de gemeente Lennestadt, in het dal van de Lenne. Door dit dal en dus ook door Grevenbrück loopt de Bundesstraße 236 van Schwerte naar o.a. het wintersportoord Winterberg. Te Grevenbrück kruist de B 236 de Bundesstraße 55 van Olpe naar Warstein. 
Grevenbrück heeft een stoptreinstation aan de spoorlijn Hagen - Haiger of Ruhr-Sieg-Strecke.

## Economie

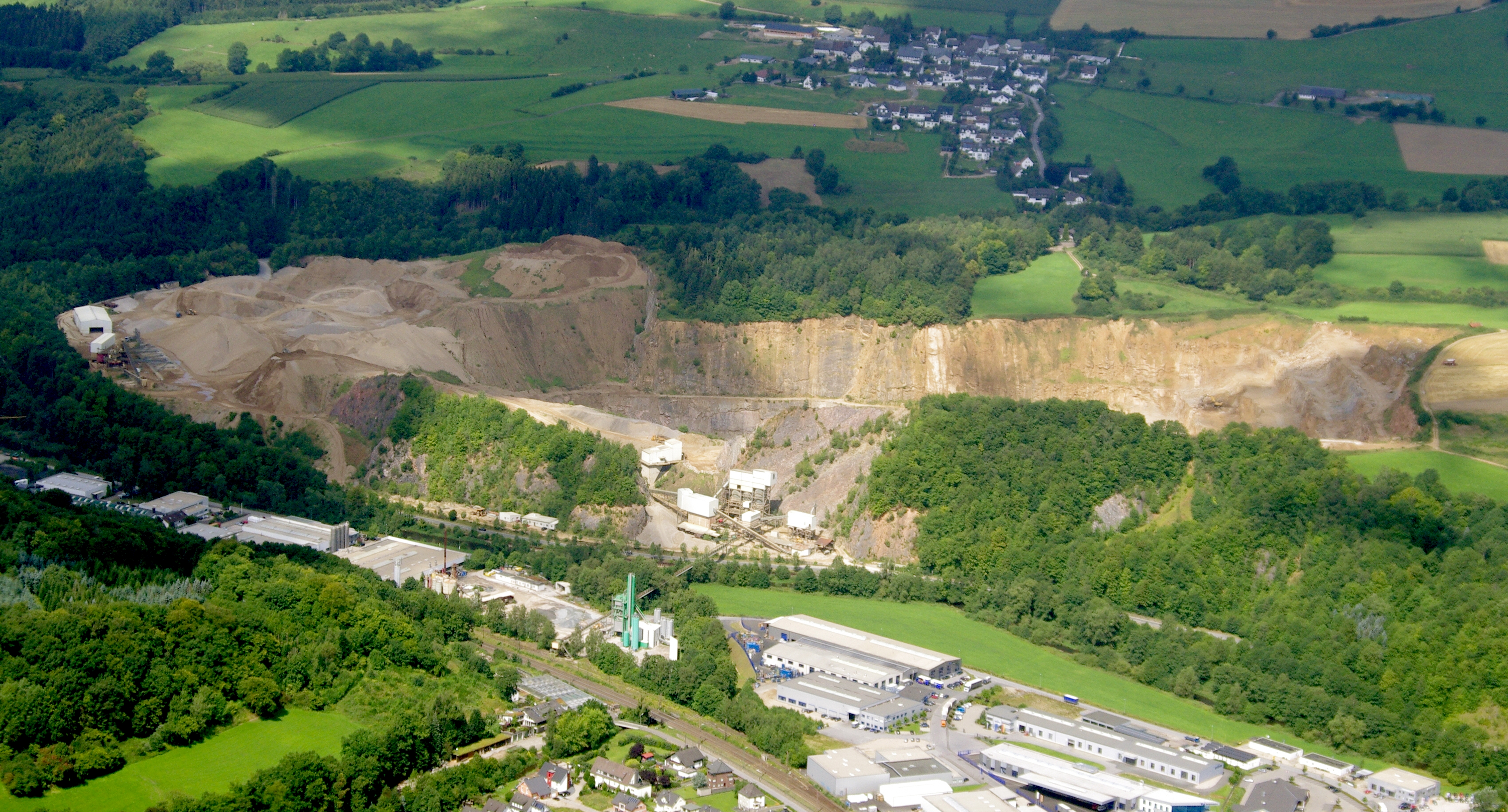
Kalksteengroeve, op de achtergrond het dorpje Sporke

In een steengroeve ten noordwesten van het dorp wordt sedert 1902 kalksteen gedolven. In 2001 sloot een grote chemische fabriek in Grevenbrück haar poorten. Na de sloop daarvan werd op die locatie een nieuw bedrijventerrein ingericht, waar zich vooral ondernemingen in het midden- en kleinbedrijf hebben gevestigd.
In de gehele gemeente Lennestadt is, vanwege de ligging in het Sauerland, het toerisme zeer belangrijk.
Het Amtsgericht van Lennestadt staat in Grevenbrück.

## Bezienswaardigheden
- Het natuurschoon van het Sauerland
- Het gemeentelijke museum van Lennestadt is een in de streekgeschiedenis van de periode 1850-1950 gespecialiseerd streekmuseum, dat is gevestigd te Grevenbrück. Het zetelt in een in 1910 opgericht gebouw (voormalig kadasterkantoor) met de naam Altes Amtshaus. Het bevat talrijke archeologische vondsten uit de omgeving van het voormalige kasteel Peperburg. Deze vondsten zijn van bovenregionaal belang.
- De rooms-katholieke, neogotische Sint-Nicolaaskerk (bouwjaar 1887)

## Afbeeldingen

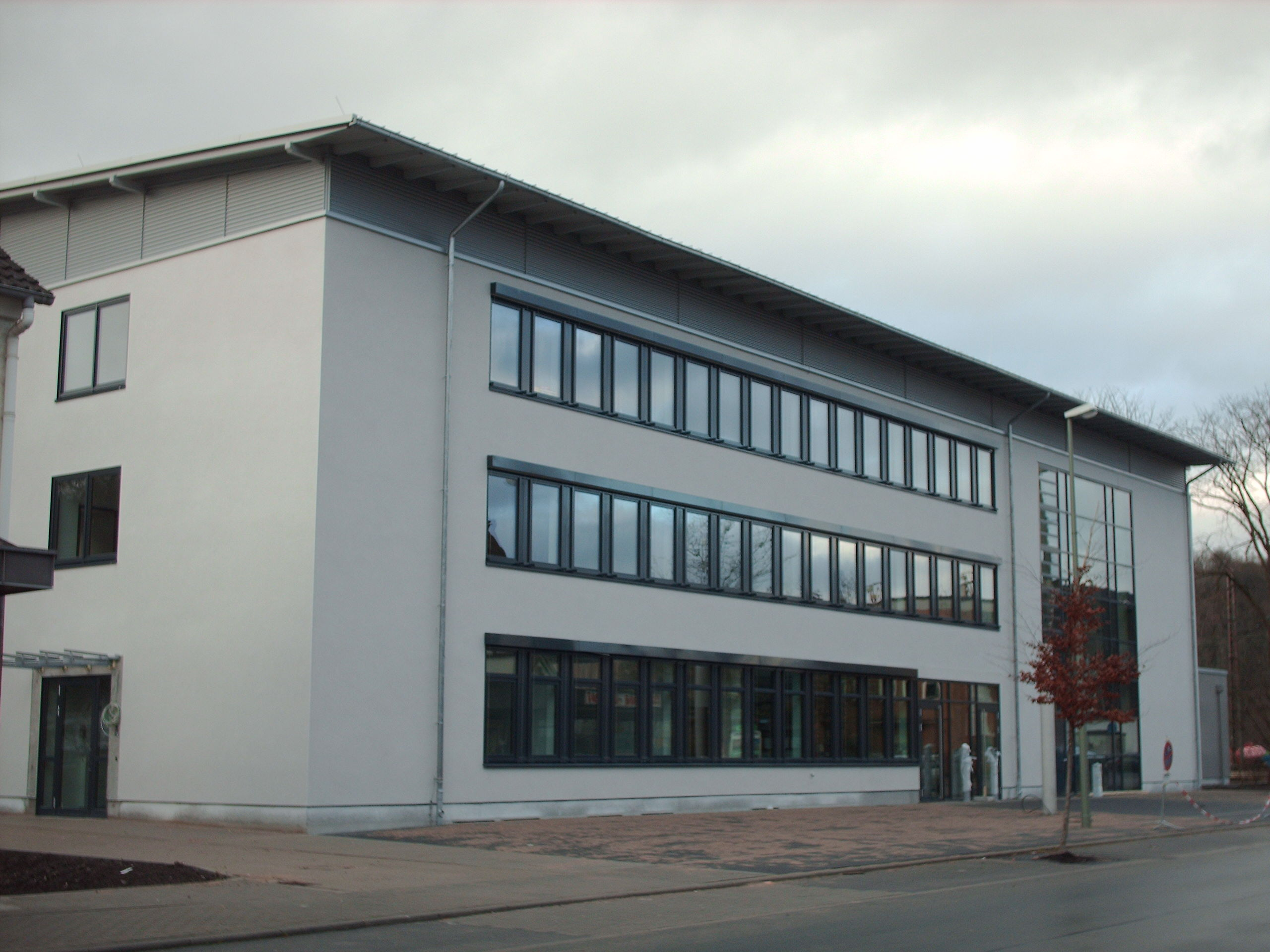
Nieuwbouw Amtsgericht (2015)
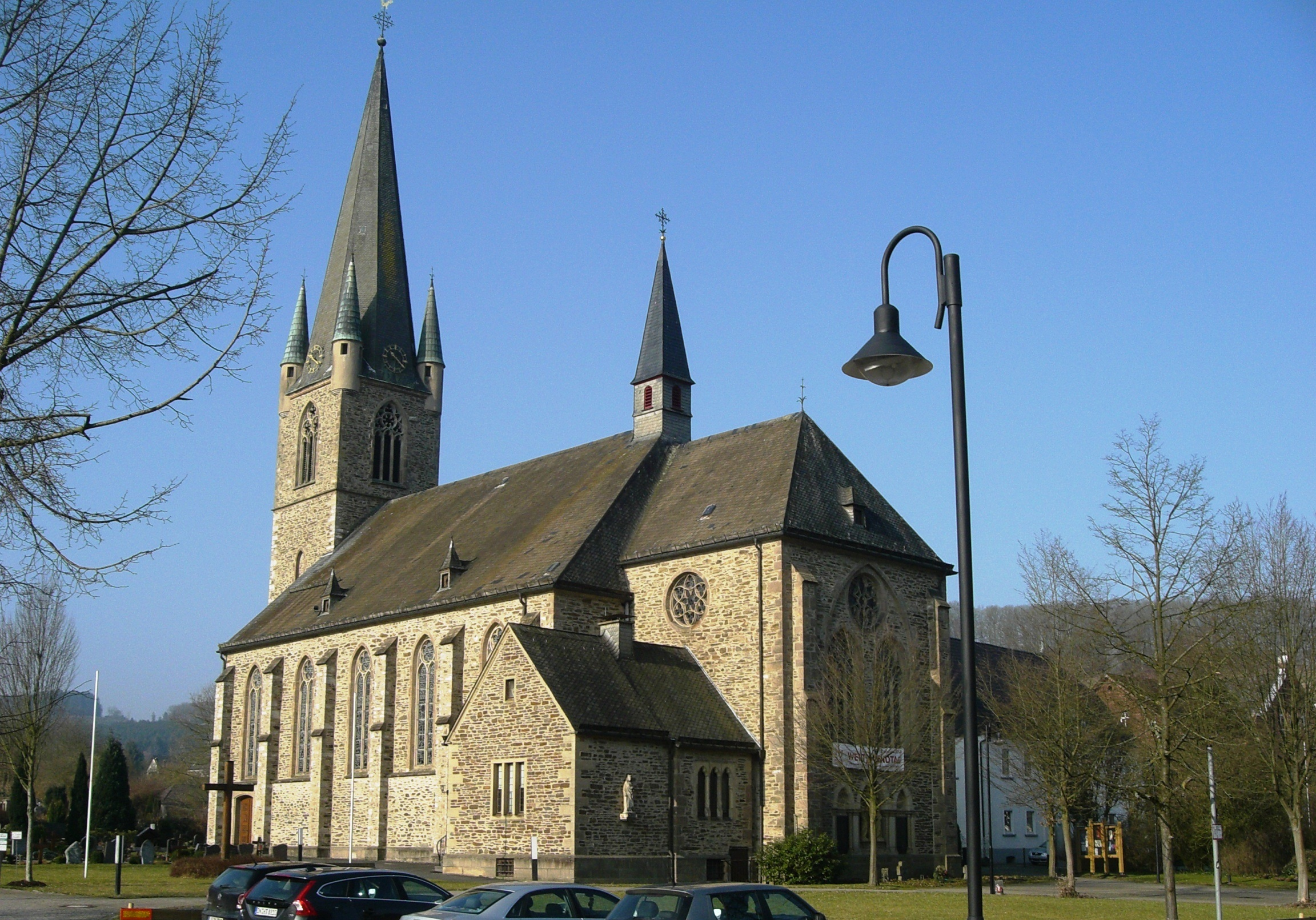
Sint-Nicolaaskerk
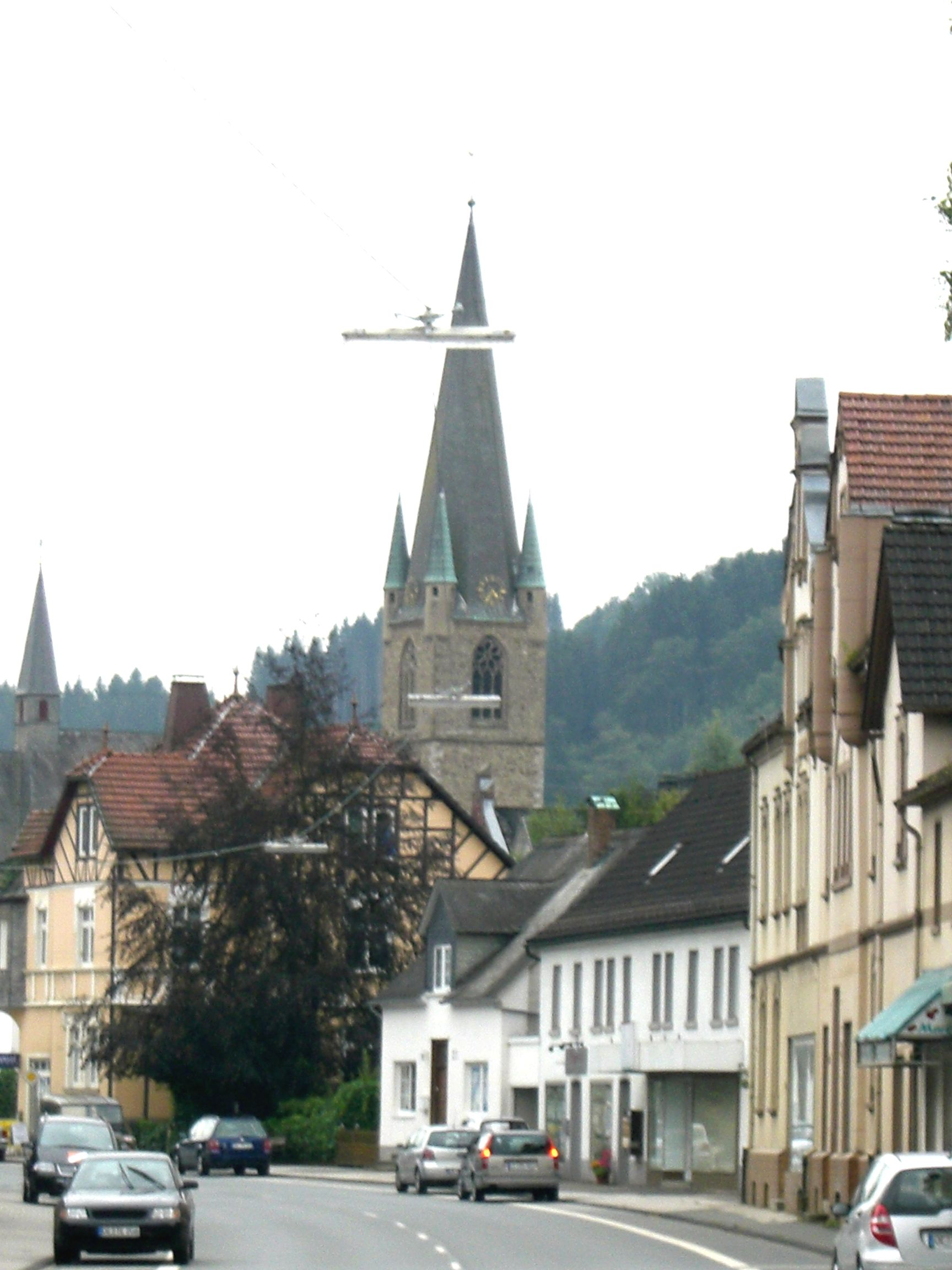
Dorpsgezicht met toren van de Sint-Nicolaaskerk
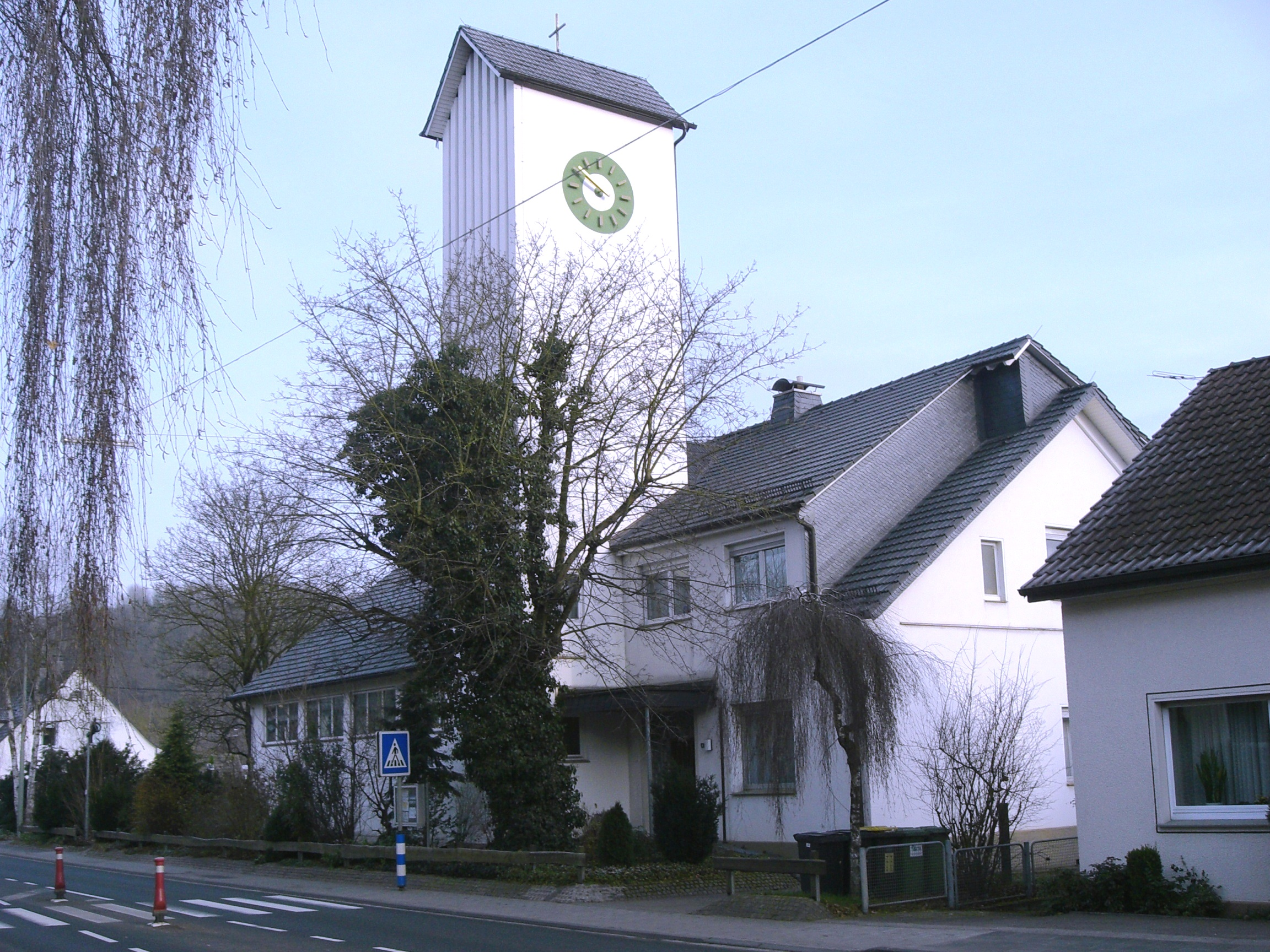
De evangelisch-lutherse kerk te Grevenbrück
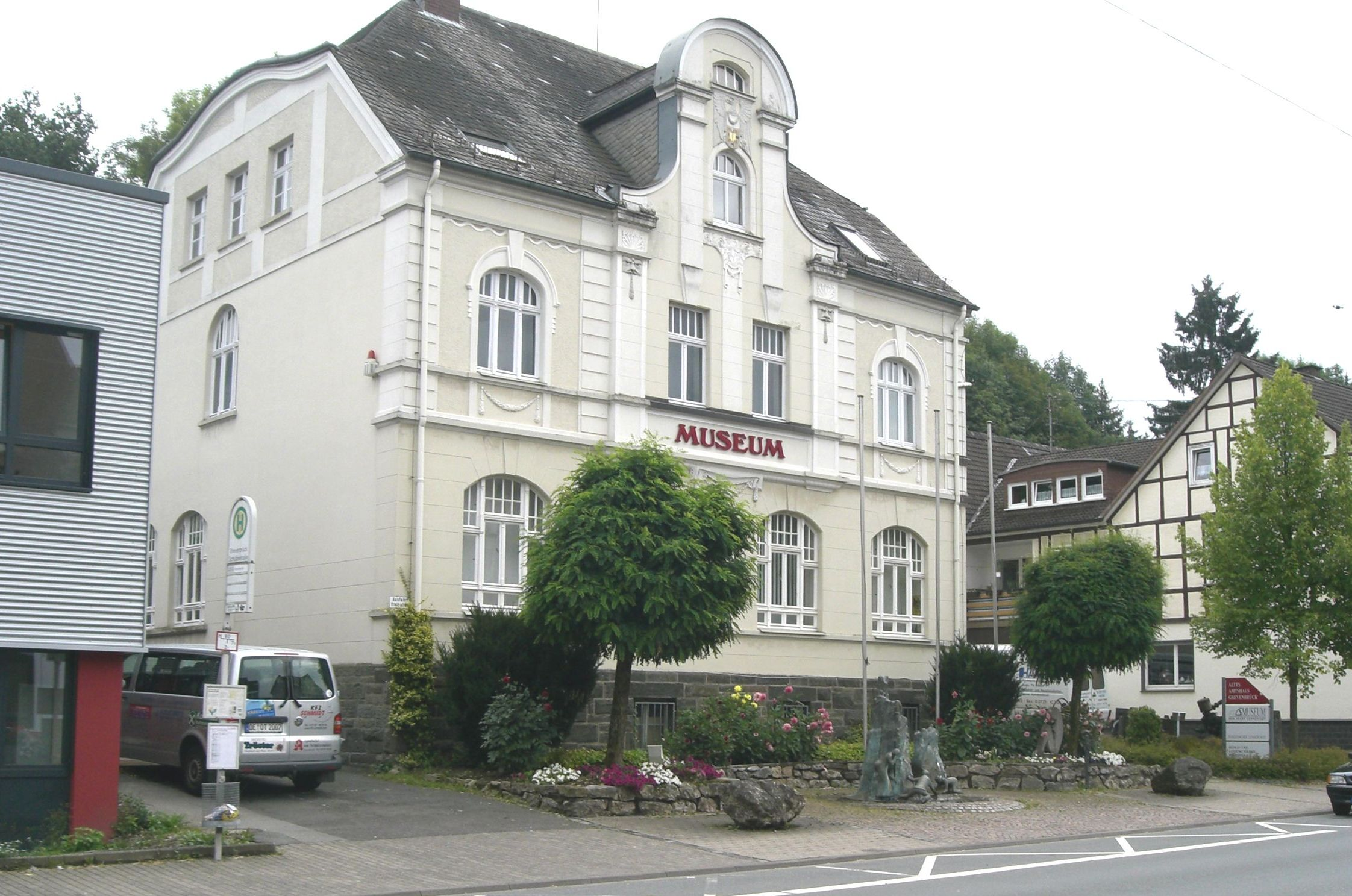
Gemeentemuseum Lennestadt in het Alte Amtshaus

Altenhundem · 
Altenvalbert · 
Bilstein · 
Bonzel · 
Bonzelerhammer · 
Brenschede · 
Bruchhausen · 
Burbecke · 
Einsiedelei · 
Elspe · 
Elsperhusen · 
Ernestus · 
Germaniahütte · 
Gleierbrück · 
Grevenbrück · 
Hachen · 
Halberbracht · 
Haus Valbert · 
Hengstebeck · 
Hespecke · 
Haus Hilmecke · 
Hohe Bracht · 
Kickenbach · 
Kirchveischede · 
Langenei · 
Maumke · 
Meggen · 
Melbecke · 
Milchenbach · 
Neukamp · 
Oberelspe · 
Obermelbecke · 
Obervalbert · 
Oedingen · 
Oedingerberg · 
Oedingermühle · 
Saalhausen · 
Schmellenberg · 
Sporke · 
Stöppel · 
Störmecke · 
Theten · 
Trockenbrück · 
Weißenstein